# Powranna Road
Die Powranna Road ist eine Verbindungsstraße im Zentrum des australischen Bundesstaates Tasmanien. Sie verbindet die Cressy Road (B51) südlich von Cressy mit dem Midland Highway (N1) in Powranna.

## Verlauf
Die Straße zweigt ca. 6 km südlich von Cressy von der Cressy Road nach Osten ab. In Powranna am South Esk River mündet sie in den Midland Highway.